# Lysandra minutepunctata
Lysandra minutepunctata är en fjärilsart som beskrevs av Ruggero Verity 1926. Lysandra minutepunctata ingår i släktet Lysandra och familjen juvelvingar. Inga underarter finns listade i Catalogue of Life.